# لوي دالريمبل
لوي دالريمبل (19 يناير 1866 – 28 ديسمبر 1905) رسام كاريكاتور أمريكي عُرف برسوماته المنشورة في مجلتيّ بك وجادج وجريدة ديلي غرافيك. ولد دالريمبل في قرية كامبردج في ولاية إلينوي الأمريكية، ودرس في رابطة طلبة الفنون في نيويورك. أصبح في عام 1885 كبير رسامي الكاريكاتور لدى جريدة ديلي غرافيك. توفي في عام 1905 إثر خزل عام في مصح في نيويورك.